# 世界電視台
世界電視台（英語：World Television）是台湾的一家电视台，也是一间非营利电视台，由创建了华藏卫视的陈彩琼居士于2004年创立。

## 简介
世界电视台的节目内容与华藏卫视大致相同，以宣扬儒释道三教、传播中华传统文化为主，也会播出净空法师的讲经节目。但与华藏卫视不同的是，世界电视台的佛教节目比重较少，且更偏重于儿童教育。